# Personal Data Repository
| QS-Informatik | Dieser Artikel wurde wegen inhaltlicher Mängel auf der Qualitätssicherungsseite der Redaktion Informatik eingetragen. Dies geschieht, um die Qualität der Artikel aus dem Themengebiet Informatik auf ein akzeptables Niveau zu bringen. Hilf mit, die inhaltlichen Mängel dieses Artikels zu beseitigen, und beteilige dich an der Diskussion! (+) Begründung: Belege fehlen ausserdem IMHO Begriffsfindung, DR gibt es, PDR lediglich eine Form von DRs --CommanderInDubio (Diskussion) 17:07, 12. Mär. 2024 (CET) |

Personal Data Repositories, kurz PDR, sind dezentrale Systeme, die Einzelpersonen ermöglichen, ihre persönlichen Daten selbst zu verwalten und zu kontrollieren. PDR stellen eine Alternative zu zentralisierten Datenspeichern und Datenverwaltungssystemen dar, die von Unternehmen und Organisationen betrieben werden.

## Funktionsweise
PDR basieren auf der Idee der informationellen Selbstbestimmung, die den Schutz der Privatsphäre und die Kontrolle über persönliche Daten in den Mittelpunkt stellt. Jeder Nutzer erhält ein persönliches Datenrepositorium, in dem alle relevanten Daten wie Identitätsinformationen, Gesundheitsdaten, Finanzdaten, Kommunikationsdaten etc. gespeichert werden.

## Anwendungsgebiete
PDR finden in verschiedenen Bereichen Anwendung, in denen der Schutz persönlicher Daten von besonderer Bedeutung ist:
- eHealth: Verwaltung von Gesundheitsdaten wie Patientenakten, Behandlungsverläufe und genetische Informationen.
- eGovernment: Sichere Aufbewahrung und Weitergabe von Personaldokumenten, Steuerdaten und anderen behördlichen Informationen.
- Finanzen: Verwaltung von Kontodaten, Transaktionshistorien und Kreditinformationen unter Wahrung der Privatsphäre.
- Soziale Netzwerke: Kontrolle über die Weitergabe persönlicher Informationen, Interessen und Aktivitäten an Social-Media-Plattformen.